# Nodicornis
Nodicornis is een vliegengeslacht uit de familie van de slankpootvliegen (Dolichopodidae).

## Soorten
- N. binodicornis (Stackelberg, 1941)
- N. maerens (Loew, 1873)
- N. nodicornis (Meigen, 1824)
- N. setosa (Schiner, 1862)